# Elzenoogbladroller
De elzenoogbladroller (Epinotia immundana) is een nachtvlinder uit de familie Tortricidae (bladrollers). De vlinder heeft een spanwijdte tussen de 12 en 14 millimeter.
Waardplanten zijn zwarte els, berken en rozen.

## Voorkomen in Nederland
De elzenoogbladroller komt verspreid over heel Nederland en België voor en is er algemeen. De vliegtijd is van april tot en met september.